# Bambari

Bambari é a capital de Ouaka, uma das 14 prefeituras da República Centro-Africana. Segundo o censo de 2003 realizado no país, possui uma população de 41.356 habitantes, estando a uma altitude média de 465 metros. A cidade é sede da Diocese de Bambari e tem o Aeroporto de Bambari.
Bambari se encontra ao sul do Rio Ouaka e é cortada pela Rodovia Nacional (RN 2), estando a 384 km da capital, Bangui. Segundo o sistema de Classificação climática de Köppen-Geiger, o clima da região  é de savana tropical, com uma temperatura média anual de 25.3 °C. A estação chuvosa dura 7 meses, de abril a outubro.

## Mineração
Grandes depósitos de minério de ferro foram descobertos nas vizinhanças de Bambari, mas a extensa distância para o mar (em torno de 1500 km) torna complicada a exploração dessas reservas. Para ser possível a exploração, seria necessária a construção de uma estrada de ferro e um porto em algum país vizinho.